# Biserica Evanghelică Română

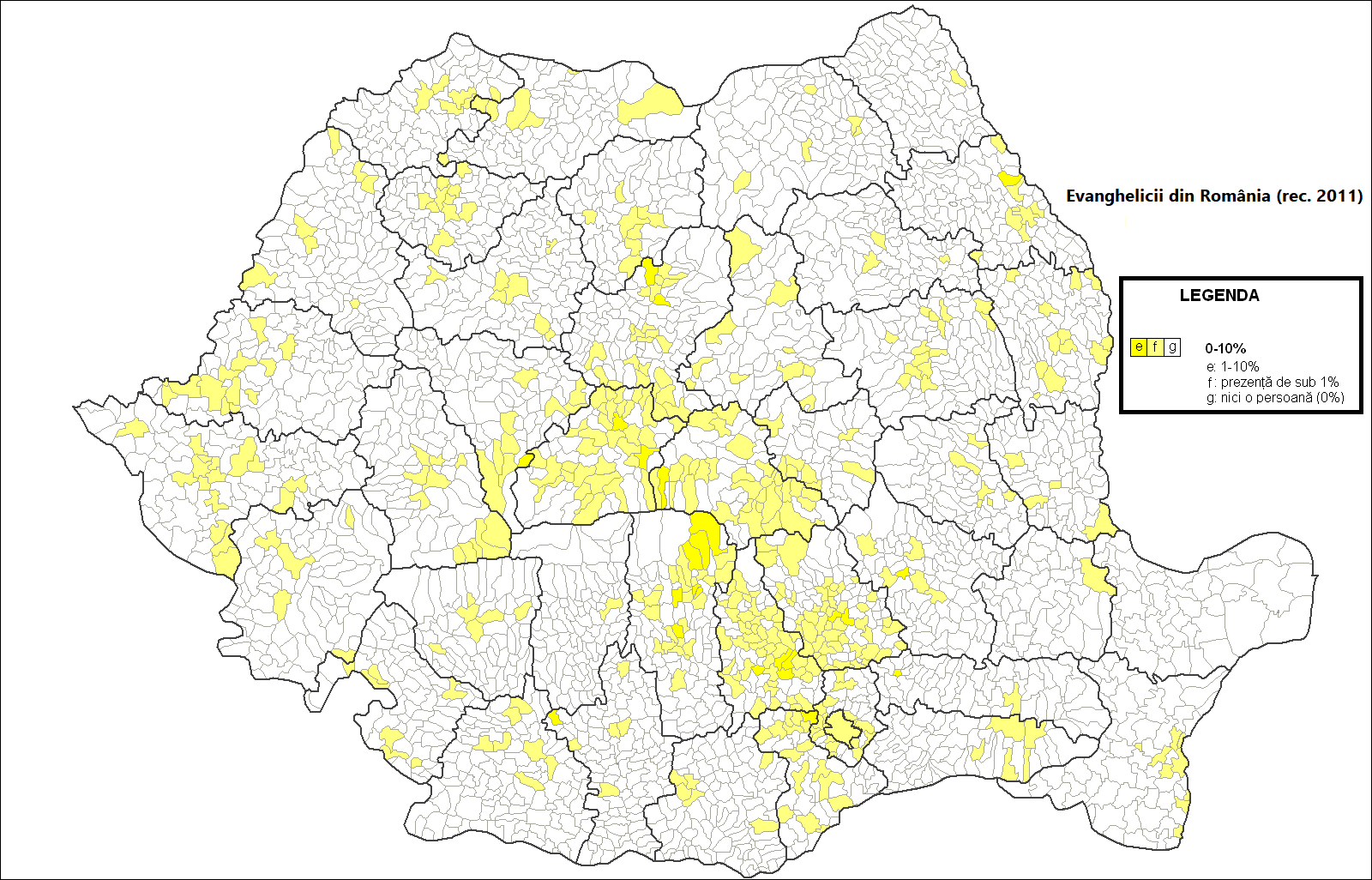
Evanghelicii din România (2011)

Biserica Evanghelică Română este un cult neoprotestant din România
Un fenomen interesant și unic în peisajul creștinismului ortodox l-a constituit desprinderea în perioada interbelică a unei formațiuni neoprotestante. Ceea ce astăzi poartă numele de „Biserica Evanghelică Română" s-a format așadar în sânul ortodoxiei și nu prin acțiunea directă a misionarilor veniți din afara țării, cum s-a petrecut cu ceilalți neoprotestanți. Anii de început ai cultului au fost marcați de două nume: foștii clerici ortodocși Teodor Popescu și Dumitru Cornilescu - ultimul fiind cel care a și elaborat o traducere a Bibliei într-o versiune contemporană a limbii române.
Actualmente, cultul numără aproximativ 20.000 de credincioși și este o biserică protestantă pur românească. După exemplul primilor creștini, ceea ce-i deosebește pe adepții BER de alte culte neoprotestante, în primul rând de Creștinii după Evanghelie, este faptul că aceștia practică botezul "casei creștine", deci și a copiilor, prin cufundarea în apă. Dar credința acestora este că „mântuirea și trăirea unei vieți după voia Domnului nu se capătă prin botez, ci prin credința personală în Domnul Iisus Hristos". Ca și la alte culte neoprotestante, nu există cler sau ierarhi, toți credincioșii sunt frați. În cadrul adunării aceștia cântă în comun, dar nu există cor sau instrumente muzicale. Revista cultului se intitulează "Adevărul Creștin". Deoarece este un "brand" românesc, BER nu are un corespondent în străinătate, dar are relații frățești cu Bisericile Evanghelice din SUA, Biserica Reformată din Olanda, Adunările Evanghelice libere din Germania.
Biserica Evanghelică Română nu trebuie confundată cu Biserica Evanghelică-Luterană sau cu Biserica Creștină după Evanghelie.

## Galerie

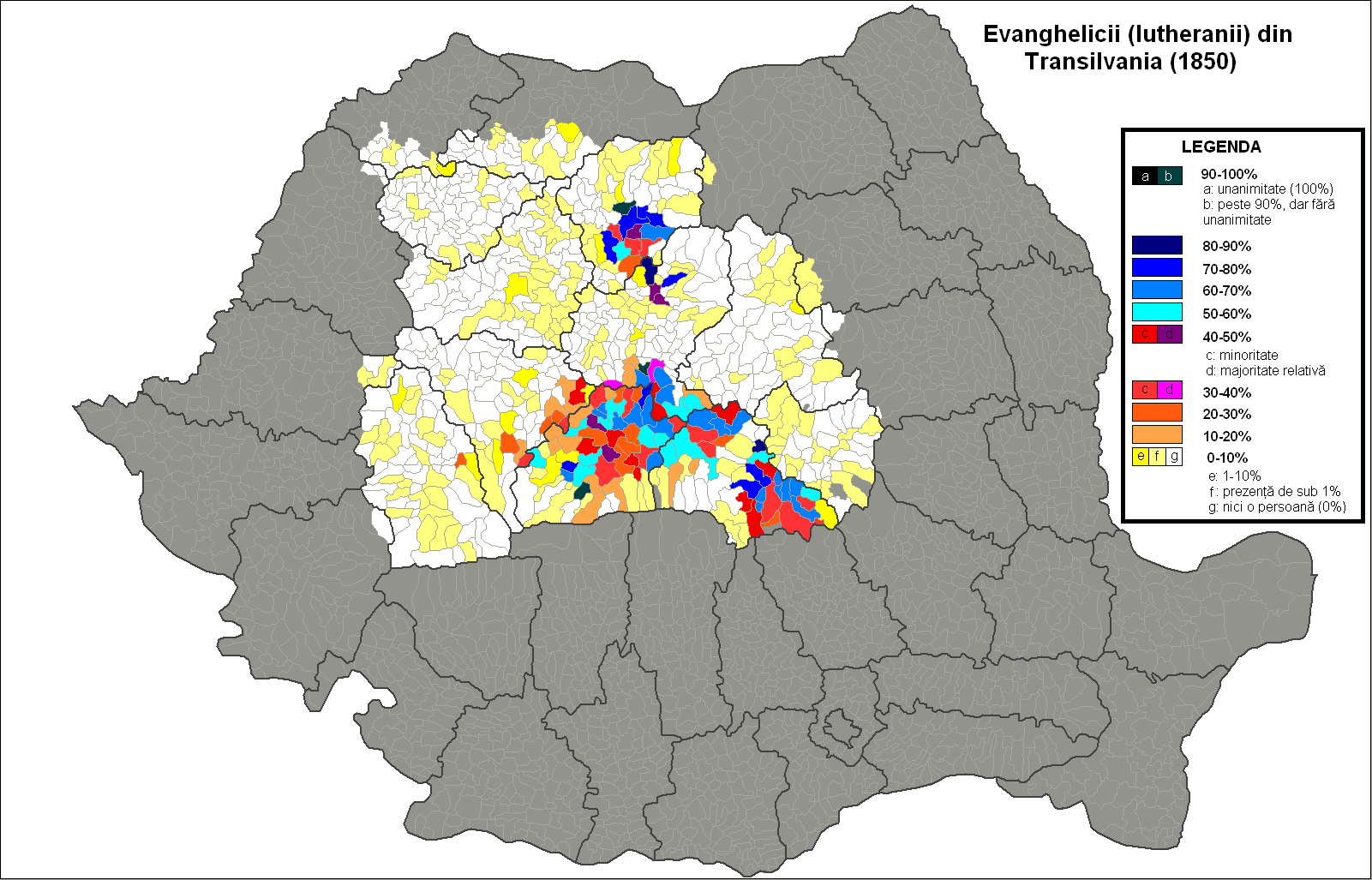
Evanghelicii luterani în Transilvania (la 1850)
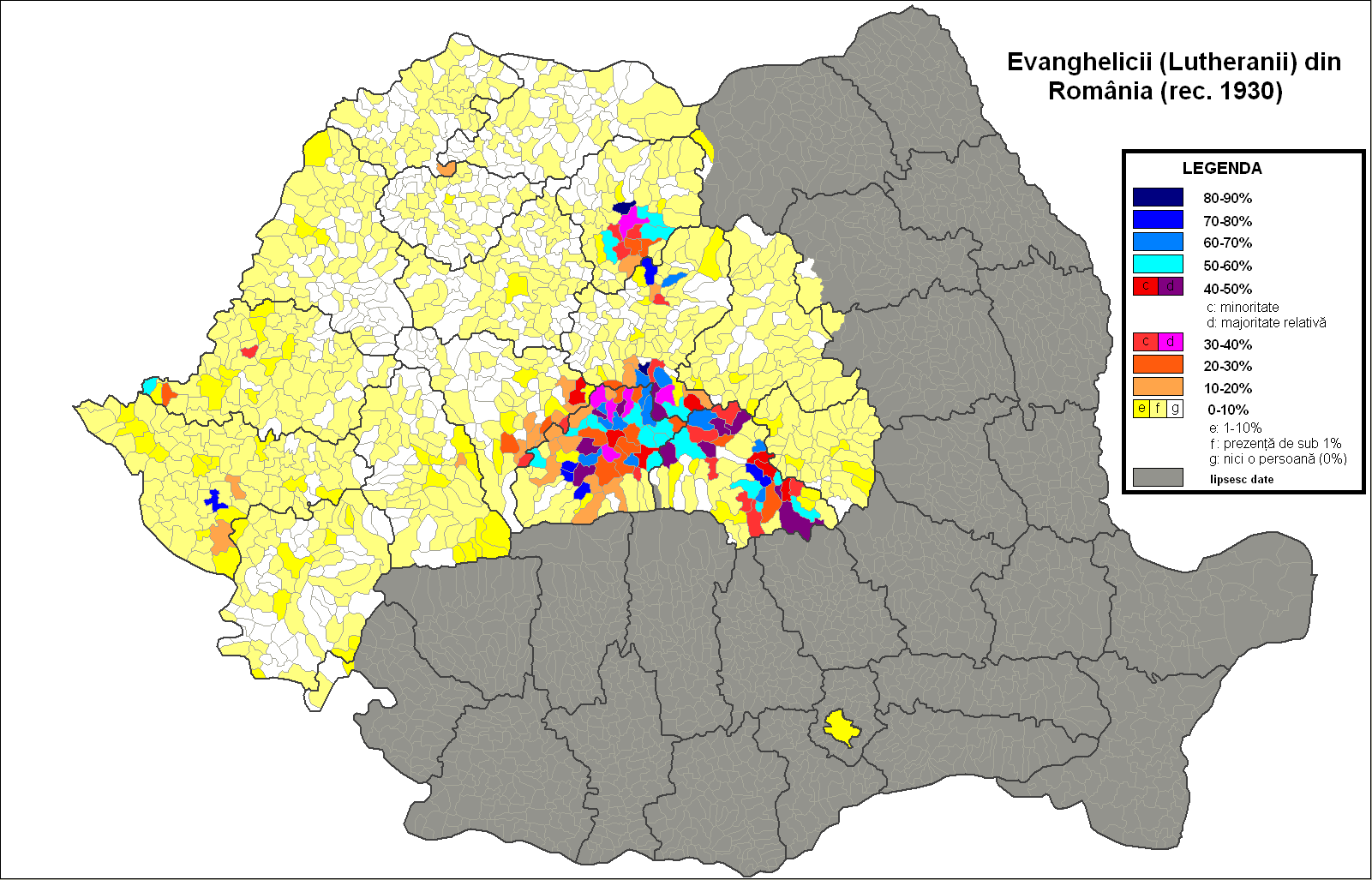
Evanghelicii luterani din Regatul României (la 1930)
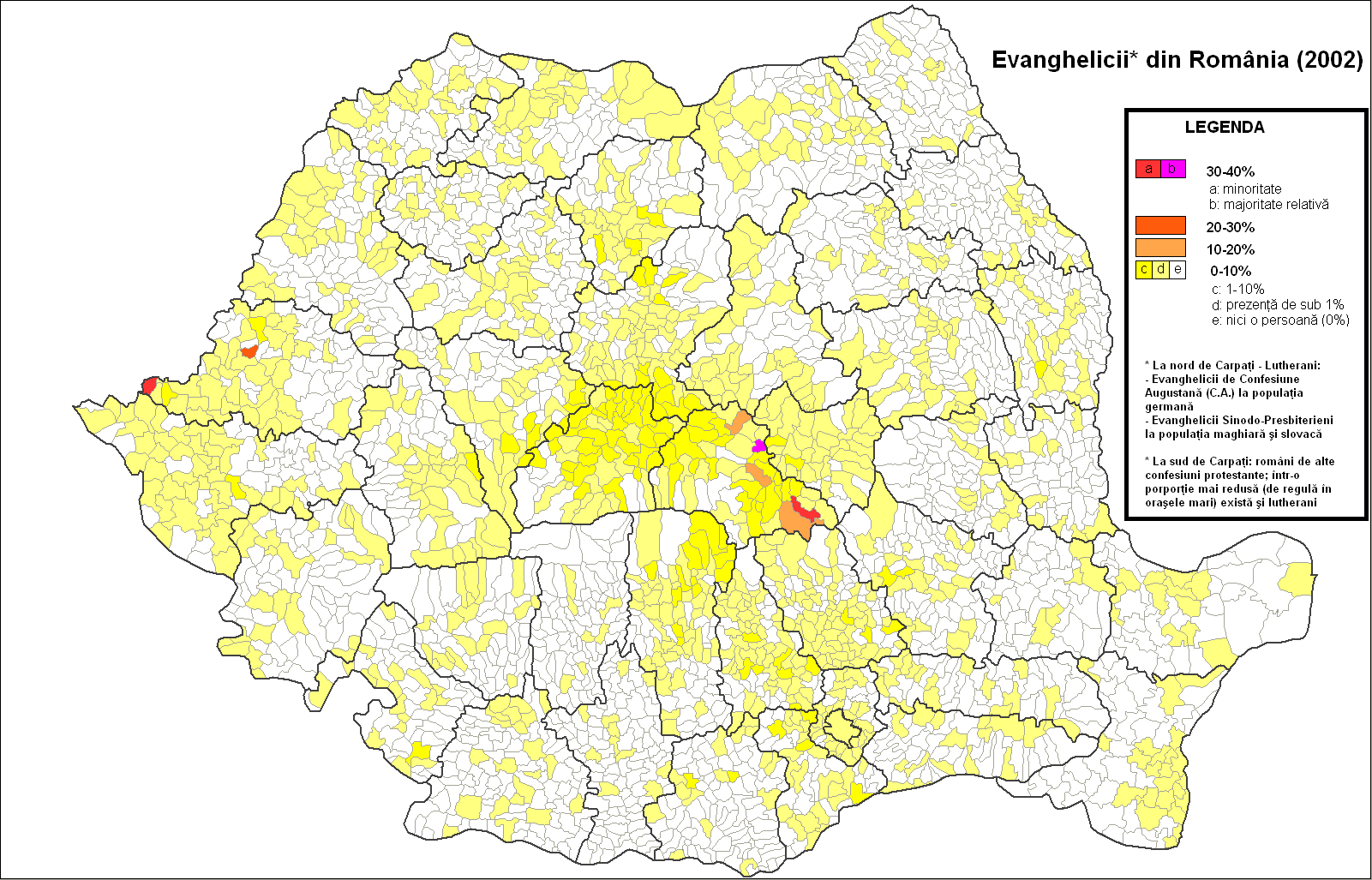
Evanghelicii luterani din România (în 2002)